# Japan Soccer League 1983
La temporada de 1983 fue la decimonovena edición de la Liga de fútbol de Japón , el mayor nivel de campeonato de fútbol japonés. El torneo, que tuvo lugar entre el 3 de abril y el 10 de diciembre de 1983, que vio por primera vez imponer el Yomiuri (hoy como Tokyo Verdy), completando un ascenso que se inició desde principios de los años setenta, dio inicio a una época de la dominación meteórica de la escena del fútbol japonés.

## Primera División
Yomiuri, the football club became one of big names of earlier years of J. League as Verdy Kawasaki, and currently known as Tokyo Verdy, won its first of seven League championships, fully riding in the wave of its parent company's funds and prestige.
Mazda, five-time First Division champions in the 1960s, was relegated for the first time. Hitachi saved itself by defeating Sumitomo in the playout.
| Pos | Club               | Pts | W  | D | L  | GF | GA | GD  | Notes                          |
| 1   | Yomiuri            | 27  | 12 | 3 | 3  | 27 | 13 | +14 | Campeones                      |
| 2   | Nissan             | 25  | 11 | 3 | 4  | 28 | 17 | +11 |                                |
| 3   | Fujita Engineering | 21  | 7  | 7 | 4  | 18 | 15 | +3  |                                |
| 4   | Yamaha Motors      | 19  | 7  | 5 | 6  | 25 | 20 | +5  |                                |
| 5   | Yanmar Diesel      | 19  | 6  | 7 | 5  | 19 | 21 | -2  |                                |
| 6   | Mitsubishi Motors  | 16  | 6  | 4 | 8  | 17 | 16 | +1  |                                |
| 7   | Furukawa Electric  | 15  | 6  | 3 | 9  | 13 | 15 | -2  |                                |
| 8   | Honda              | 14  | 4  | 6 | 8  | 17 | 23 | -6  |                                |
| 9   | Hitachi            | 12  | 3  | 6 | 9  | 14 | 22 | -8  | Promoción con Segunda División |
| 10  | Mazda              | 12  | 5  | 2 | 11 | 15 | 31 | -16 | Descenso a Segunda División    |

### Promoción
| Primera División | Ida | Vuelta | Segunda División |
| ---------------- | --- | ------ | ---------------- |
| Hitachi          | 3-2 | 1-0    | Sumitomo         |

## Segunda División
El NKK regresó a la máxima categoría al primer intento
El Saitama Teachers regresó a la liga regional de Kanto, y el Toho Titanium lo siguió al perder la promoción ante el Matsushita, un club en auge que se convertiría en el referente Gamba Osaka.
| Pos | Club                   | Pts | W  | D | L  | GF | GA | GD  |                                |
| 1   | Nippon Kokan           | 30  | 13 | 4 | 1  | 39 | 12 | +27 | Ascenso a Primera División     |
| 2   | Sumitomo               | 24  | 8  | 8 | 2  | 33 | 27 | +6  | Promoción con Primera División |
| 3   | Toshiba                | 20  | 8  | 4 | 6  | 38 | 23 | +15 |                                |
| 4   | Nippon Steel           | 19  | 7  | 5 | 6  | 29 | 21 | +8  |                                |
| 5   | Toyota Motors          | 19  | 7  | 5 | 6  | 23 | 30 | -7  |                                |
| 6   | Tanabe Pharmaceuticals | 18  | 7  | 4 | 7  | 29 | 29 | 0   |                                |
| 7   | Fujitsu                | 15  | 6  | 4 | 8  | 26 | 26 | 0   |                                |
| 8   | Kofu Club              | 14  | 4  | 6 | 8  | 29 | 40 | -11 |                                |
| 9   | Toho Titanium          | 12  | 5  | 2 | 11 | 21 | 42 | -21 | Promoción con Serie Regional   |
| 10  | Saitama Teachers       | 9   | 4  | 1 | 13 | 14 | 28 | -14 | Descenso a Ligas Regionales    |

### Promoción
| Segunda División | Ida | Vuelta | Serie Regional                   |
| ---------------- | --- | ------ | -------------------------------- |
| Toho Titanium    | 1-2 | 0-0    | Matsushita Electric (Subcampeón) |